# 甲二胺
甲二胺是最简单的二胺，化学式CH2(NH2)2。虽然甲二胺本身只能在溶液中短暂存在，但它的盐酸盐早在1914年就用于化学合成，能简单方便地把氨基酸转化成酰胺。
在类似星际空间的环境，甲胺与氨暴露于高能电子下会发生反应，生成甲二胺。由于甲二胺结构简单，且含有N-C-N键，因此它可能是生命起源中，同样具有N-C-N键的杂环化合物（如核碱基）的重要中间体。